# Capela de Cadetes da Academia da Força Aérea dos Estados Unidos
A Capela dos Cadetes da Academia da Força Aérea dos Estados Unidos, concluída em 1962, é o elemento distintivo da Área dos Cadetes na Academia da Força Aérea dos Estados Unidos, ao norte de Colorado Springs. Foi projetada por Walter Netsch da Skidmore, Owings & Merrill de Chicago. A construção foi realizada por Robert E. McKee, Inc., de Santa Fe, Novo México. Originalmente controversa em seu design, a Capela dos Cadetes se tornou um exemplo clássico e altamente considerado como da arquitetura modernista. A Capela dos Cadetes foi agraciada com o Prêmio Nacional de Vinte e Cinco Anos do Instituto Americano de Arquitetos em 1996 e, como parte da área de cadetes, foi nomeado um Marco Histórico Nacional dos Estados Unidos em 2004.

## Arquitetura e construção
O aspecto mais marcante da Capela é sua fileira de dezessete pináculos. O design original pedia vinte e um pináculos, mas esse número foi reduzido devido a problemas de orçamento.  A estrutura é feita de 100 tetraedros de aço tubular idênticos, cada um com 23 metros de comprimento, pesando cinco toneladas e cercado por painéis de alumínio. Os painéis foram fabricados no Missouri e enviados por via férrea para o local. Os tetraedros estão espaçados na medida de um pé, criando lacunas na estrutura que são preenchidas com vidro colorido de 25 mm de espessura. Os tetraedros - que compreendem os pináculos - são preenchidos por painéis triangulares de alumínio, enquanto que os tetraedros entre os pináculos são preenchidos com um mosaico de vidro colorido em moldura de alumínio.
A capela dos cadetes, em si, tem 46 metros (150 pés) de altura, 85 metros (280 pés) de comprimento e 26 metros (84 pés) de largura. A fachada frontal, ao sul, possui uma ampla escadaria de granito com trilhos de aço cobertos por corrimãos de alumínio que levam de um andar a um patamar. No patamar, há uma faixa de portas de alumínio anodizado em ouro e folhas de alumínio anodizado em ouro aparentemente cobrindo janelas originais.
A estrutura da capela e os arredores circundantes custaram US$ 3,5 milhões para serem construídos. Vários móveis, órgãos, acessórios litúrgicos e adornos da capela foram apresentados como presentes de vários indivíduos e organizações. Em 1959, uma oferta designada de Páscoa também foi tomada nas bases da Força Aérea em todo o mundo para ajudar a completar o interior.

A Capela foi fechada em setembro de 2019 para um projeto de renovação e restauração de US$ 158 milhões, necessário para solucionar os danos causados pela água. Os planos originais de Netsch incluíam uma série de calhas de chuva logo abaixo do exterior de alumínio das torres da capela, mas elas não foram construídas devido a restrições orçamentárias e as costuras entre os painéis foram, em vez disso, calafetadas. Embora as costuras tenham sido repetidas vezes recalefatadas ao longo dos anos, décadas de vazamentos deixaram danos extensos no piso principal. Durante a reforma, um enorme "hangar" temporário será construído sobre a estrutura existente; os trabalhadores removerão os painéis de alumínio e os vitrais, instalarão as calhas de chuva projetadas originalmente e substituirão todos os painéis e vidros. Os móveis e os órgãos de tubos da Capela também serão reformados. O projeto está programado para ser concluído em 2023.

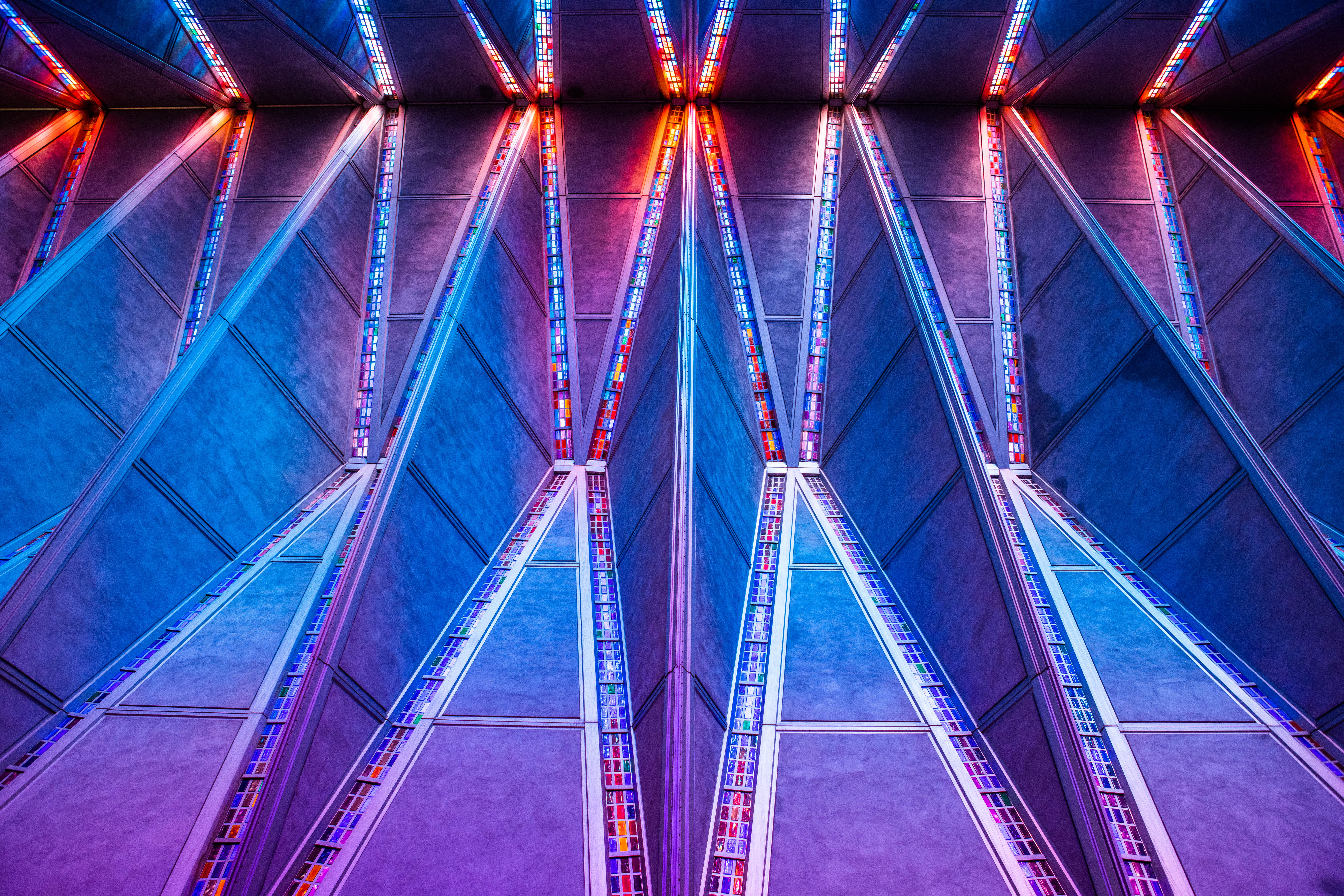
Visão superior dos vitrais entre os tetraedros.
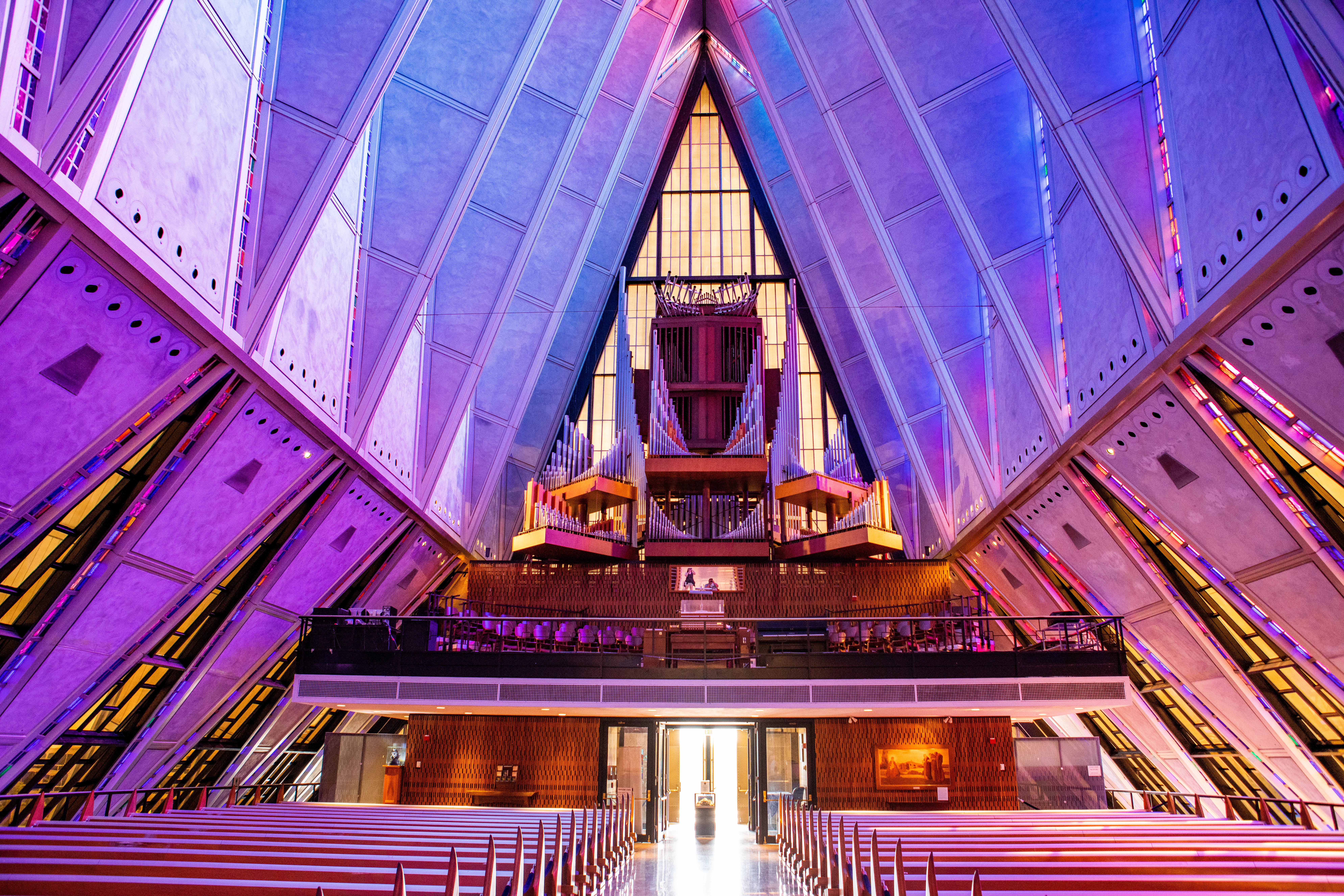
Visão interior da capela protestante
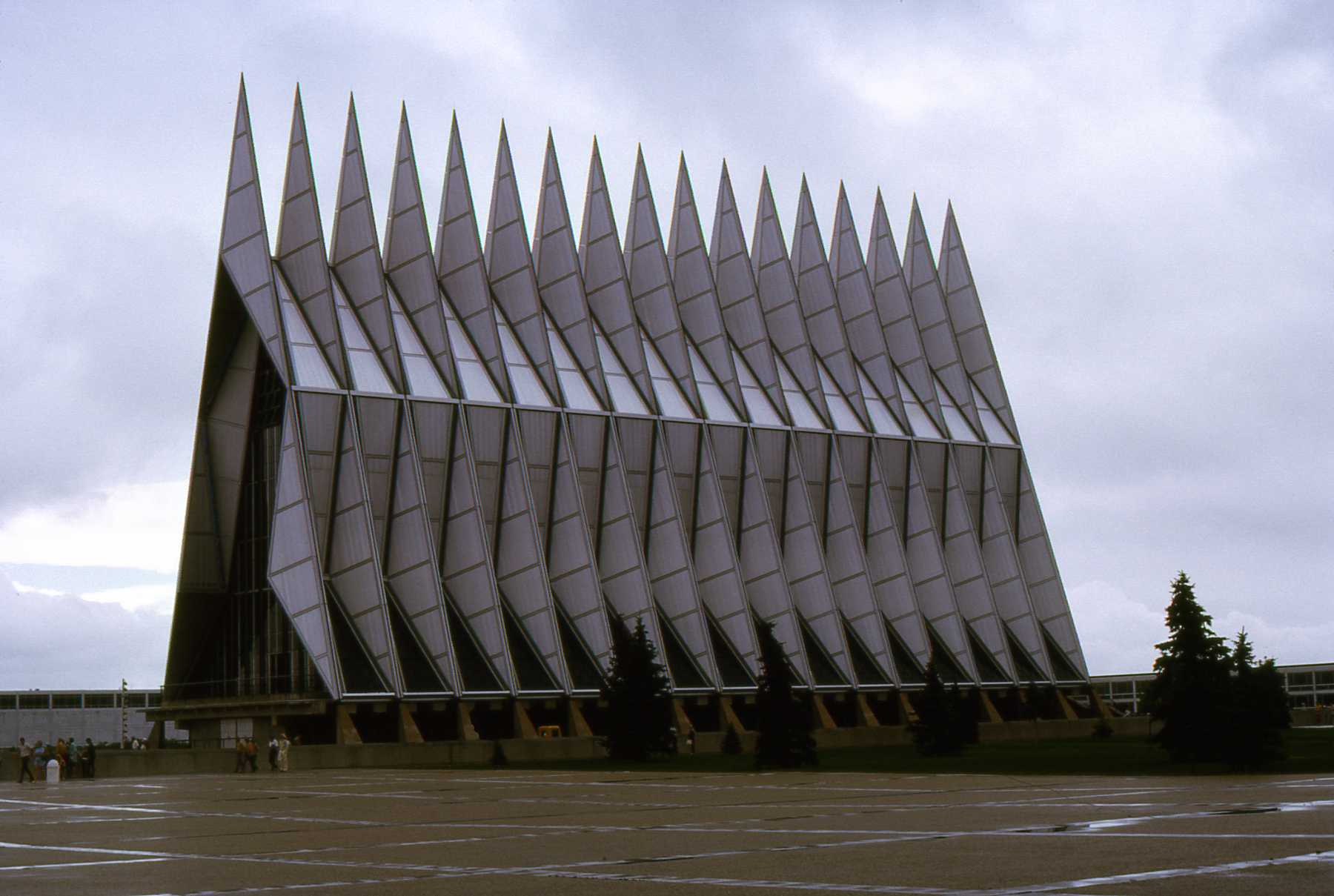
Vista externa da Capela dos Cadetes

## Áreas de Adoração
A capela dos cadetes foi projetada especificamente para abrigar três áreas distintas de culto sob o mesmo teto. Inspirado nas capelas de Sainte-Chapelle, na França, e na Basílica de São Francisco de Assis, na Itália, o arquiteto Walter Netsch empilhou os espaços em dois níveis principais. A nave protestante está localizada no nível superior, enquanto as capelas católicas e judaicas e uma sala budista estão localizadas abaixo dela. Abaixo desse nível, há uma sala maior usada para serviços islâmicos e duas salas de reunião. Cada capela tem sua própria entrada, e os serviços podem ser realizados simultaneamente sem interferir um com o outro.

### Capela Protestante

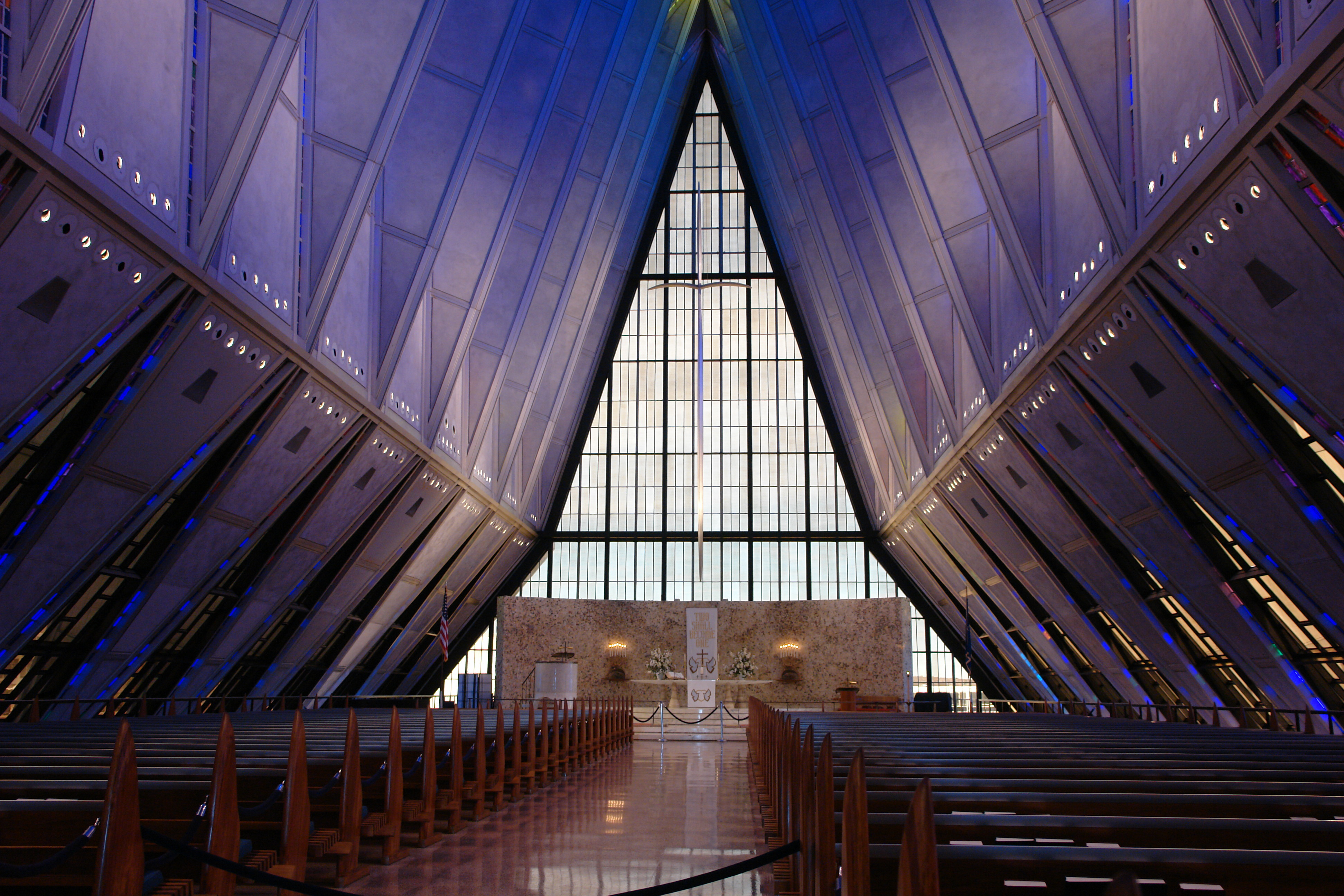
Interior da Capela Protestante

A Capela Protestante está localizada no piso principal e foi projetada para acomodar 1.200 pessoas. A nave mede 20 metros por 51 metros e alcança 29 metros no pico mais alto. O corredor central termina no presbitério.
Os tetraedros do edifício constituem as paredes e o teto de pináculos da capela protestante. Os vitrais produzem fitas coloridas entre os tetraedros e progridem de mais escuro para mais claro à medida que atingem o altar. O presbitério aparece de forma crescente, com um retábulo versicolor com pedras semipreciosas do Colorado e mármore de Pietra Santa da Itália cobrindo seus 117 m2 de área. O ponto focal do presbitério é uma cruz de alumínio de 14 m de altura suspensa acima dela. Os bancos são feitos de nogueira americana e mogno africano, e as extremidades foram esculpidas de forma a se parecer com as hélices de um avião da Primeira Guerra Mundial. As costas dos bancos são cobertas por uma tira de alumínio semelhante à borda traseira de uma asa de avião de caça.
Acima do nártex, na parte traseira, há uma varanda do coro e um órgão, projetados por Walter Holtkamp, da Holtkamp Organ Company, e construída por M.P. Mollerde Hagerstown, Maryland. O órgão tem 83 fileiras e 67 registros para controlar 4.334 tubos. Harold E. Wagoner projetou o mobiliário litúrgico para as capelas protestantes e católicas.

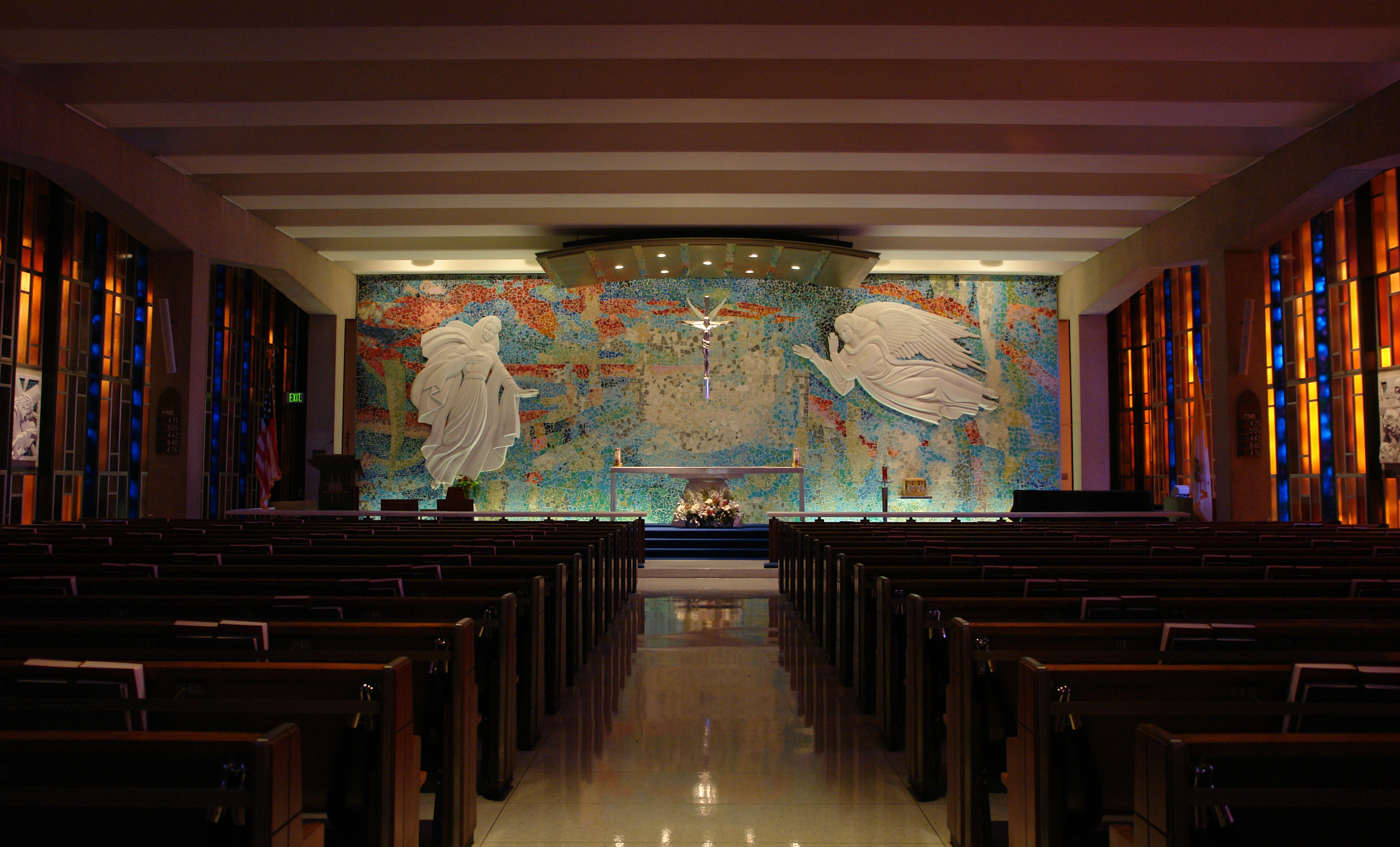
Interior da Capela Católica

### Capela Católica
A capela católica está localizada abaixo da capela protestante e acomoda aproximadamente 500 pessoas. A nave tem 17 m de largura, 34 m de comprimento e 5,8 m de altura. O ponto focal da Capela Católica é o retábulo, um mural de vidro em mosaico abstrato projetado por Lumen Martin Winter e composto por vários tons de azul, turquesa, rosa e cinza tessera para formar uma representação do firmamento. Sobrepondo no mural, e representando a Anunciação, estão duas figuras de mármore de 3,0 m de altura: a Virgem Maria à esquerda e o Arcanjo Gabriel à direita. Acima e entre essas duas figuras, há uma pomba de mármore.
Em frente ao retábulo está o altar, um presente do cardeal Francis Spellman, que dedicou a capela católica em 22 de setembro de 1963. O altar é de mármore branco italiano montado em um pedestal de mármore em forma de cone acima do qual está um crucifixo de prata e níquel esculpido de um metro e oitenta. Ao longo das paredes laterais da capela estão as 14 Estações da Cruz, também projetadas por Lumen Martin Winter, e esculpidas em lajes de mármore de 102 cm de espessura. As figuras são feitas em mármore de Carrara, das mesmas pedreiras onde Michelangelo desenhou sua pedra. O órgão de tubos clássico, no coro de 100 lugares, foi projetado por Walter Holtkamp e construído pela MP Moller Co.. Possui 36 fileiras e 29 paradas para controlar seus 1.950 tubos.

### Capela Judaica
A capela judaica também está no nível mais baixo. Possuindo 100 assentos, a capela é circular, com um diâmetro de 13 metros e uma altura de 5,8 metros. É cercado por uma grade vertical com inserções de vidro transparente no hall de entrada. A forma circular e as paredes transparentes foram usadas para sugerir uma estrutura em forma de tenda. O chão é pavimentado com arenito de Jerusalém, doado pelas Forças de Defesa de Israel.

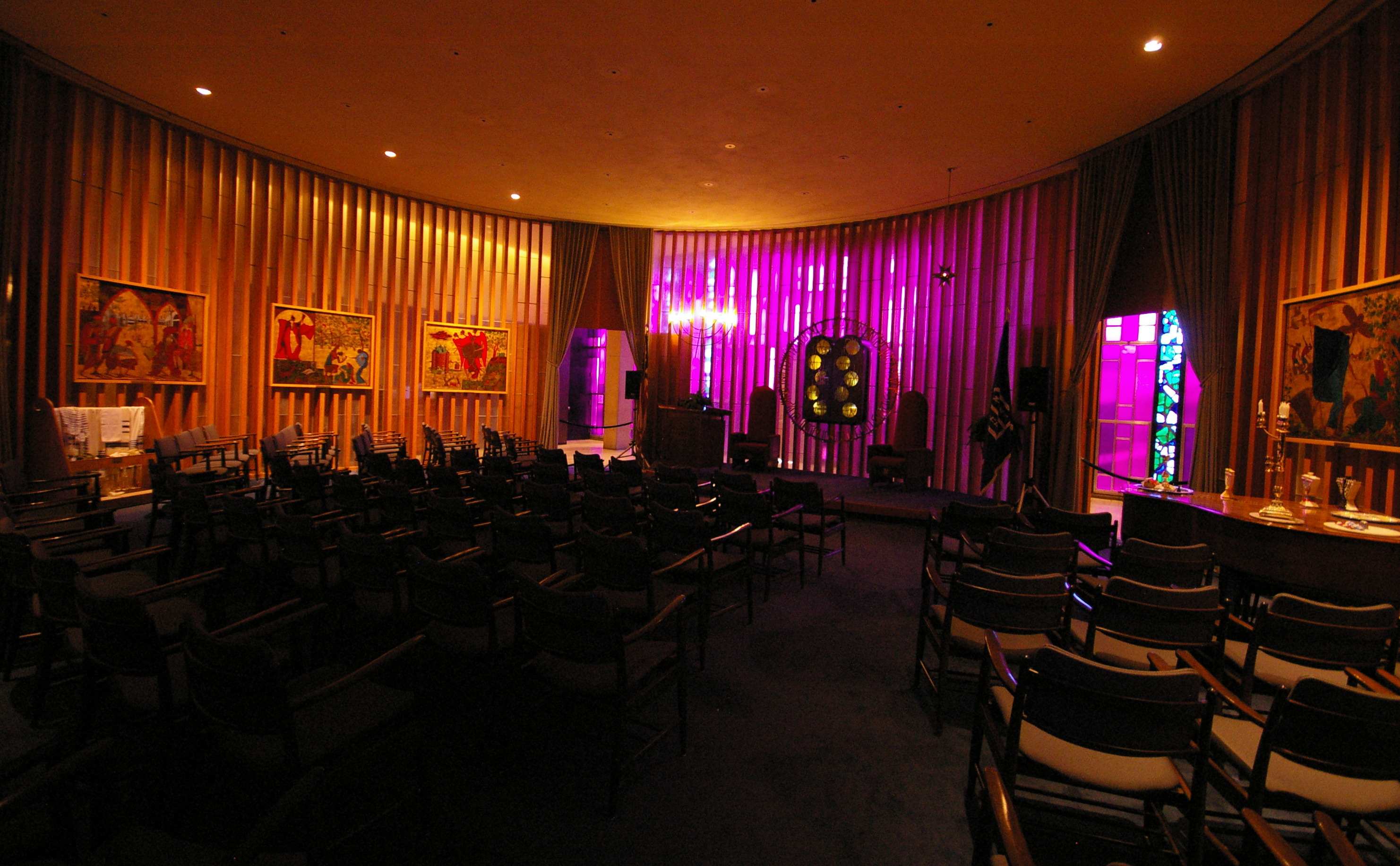
Interior da Capela Judaica

As paredes do saguão são feitas de painéis de vitral púrpura, alternando com janelas de detalhes em verde e azul. As paredes circulares da sinagoga são painéis de vidro translúcido separados por pilares de cipreste israelense. As pinturas, feitas por Shlomo Katz em 1985 e 1986, retratam uma história bíblica. Eles são divididos em três grupos: fraternidade, fuga (em homenagem à Força Aérea) e justiça.
O ponto focal da capela judaica é o Aron Kodesh, que abriga os Pergaminhos da Torá, à direita dos quais paira o Ner Tamid. No vestíbulo da capela, há um armário de exibição com um Pergaminho da Torá que foi salvo dos nazistas durante a Segunda Guerra Mundial, e encontrado na Polônia em 1989 em um armazém abandonado, sendo o mesmo doado para a Capela Judaica em abril de 1990. Esta "Torá do Holocausto" é dedicada à memória de todos aqueles que lutaram contra os nazistas.

### Capela Muçulmana
A capela muçulmana está localizada no nível mais baixo. Acolhe muçulmanos de todas as denominações. O mihrab, feito de madeira, está preenchida com o Alcorão e outros livros muçulmanos. Cercado pela arte em madeira do Oriente Médio em suas paredes, o piso é azul e amarelo com desenhos do Oriente. 

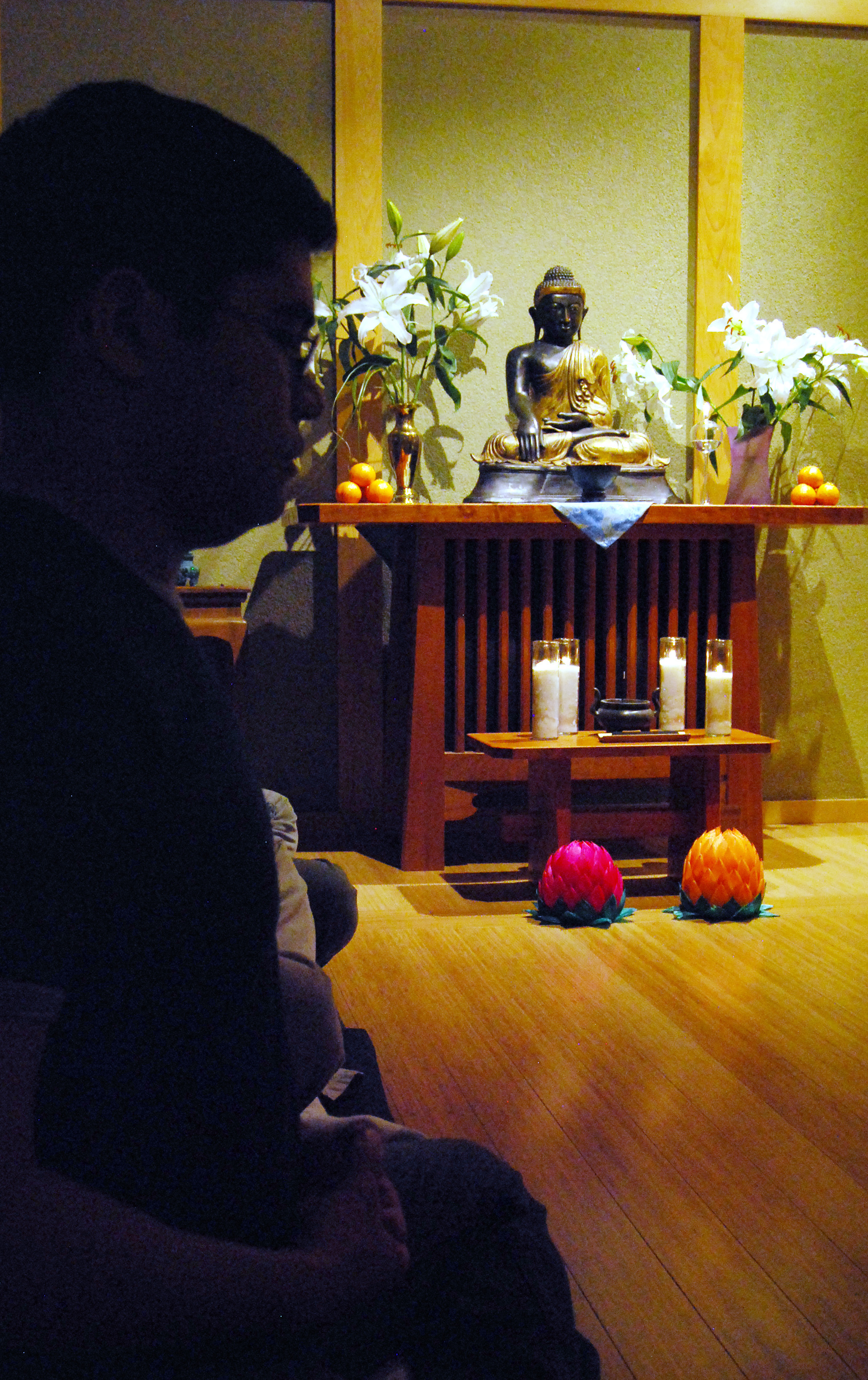
Capela Budista

### Capela Budista
A Capela Budista é um salão independente dentro da capela, que foi doada em 2007. Mede cerca de 28 m² e acolhe budistas de todas as denominações. O altar tem uma estátua birmanesa de Buda e perto da entrada está uma figura de Avalokiteśvara.

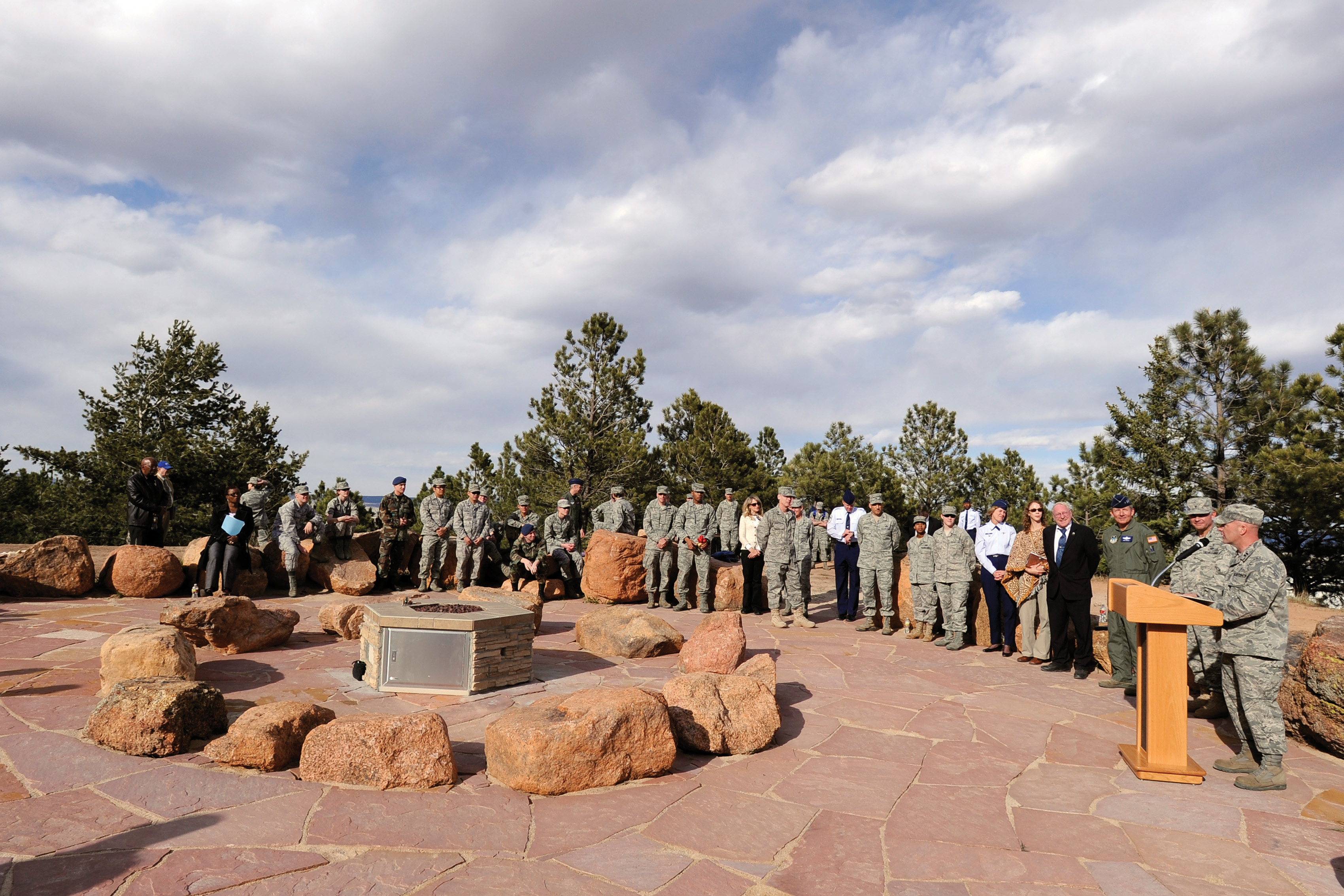
Dedicação do Círculo do Falcão, em 6 de Maio de 2011

### Círculo do Falcão
O Círculo do Falcão é a mais nova das áreas de culto da capela dos cadetes, dedicada em 2011. Foi criada por conta de uma solicitação de seguidores da Espiritualidade Centrada na Terra, um guarda-chuva de tradições que incluem a Wicca, o Paganismo e o Druidismo. É aberto ao uso de todas as comunidades religiosas para adorar, de maneira respeitosa a outras religiões.

### Salas de Todos os Credos
As Salas de Todos os Credos são áreas de culto para grupos religiosos menores. Eles são propositadamente desprovidos de simbolismo religioso, para que possam ser usados por uma variedade de crenças. Distintos equipamentos, específicos de cada crença, estão disponíveis para cada grupo usar durante seus cultos.